# Giorgio Costantini (Schauspieler)
Giorgio Costantini (* 6. April 1911 in San Michele al Tagliamento; † 1. März 1997 in Rom) war ein italienischer Schauspieler.

## Leben
Der hochgewachsene, schlanke, gutaussehende Costantini debütierte früh auf der Theaterbühne, wo er mit unbefangenen und leicht wirkenden Auftritten überzeugte. So erhielt er auch Filmangebote und konnte einige Hauptrollen (wie in Capitan Fracassa) spielen, in denen seine Darstellungen jedoch etwas unbeholfen, unbeteiligt und hölzern wirkten; Costantini ist einer der Schauspieler, die durch den Ausbruch des Zweiten Weltkriegs sehr rasch zu Stars aufgebaut wurden und keine Zeit hatten, ihre künstlerische Fähigkeit in Ruhe zu entwickeln. So wurden seine Rollen bald wieder kleiner und er blieb auf Nebendarsteller begrenzt. Auf der Bühne spielte er im Ensemble um Renzo Ricci und Laura Adani, wo er viele positive Kritiken erhielt. Nach dem Zweiten Weltkrieg blieb er bis 1959 ein oft beschäftigter Film-Charakterdarsteller und war an drei Drehbüchern beteiligt.

## Filmografie (Auswahl)
- 1939: Ballo al castello
- 1940: Capitan Fracassa
- 1942: Bengasi
- 1952: Zorro, der Held (Il sogno di Zorro)
- 1952: Die drei Korsaren (I tre corsari)
- 1958: Siegfried – Die Sage der Nibelungen (Sigfrido) (auch Drehbuch)
- 1959: Die Vergeltung des roten Korsaren (Il figlio del corsaro rosso)